# Prime Video
Prime Video (también comercializado como Amazon Prime Video) es un servicio de streaming de Amazon cuyo contenido se centra principalmente en películas y series de televisión producidas por la misma empresa, en cooperación con un socio comercial (Amazon MGM Studios) o por empresas terceras. Además, también transmite eventos deportivos en vivo y alquiler de contenido multimedia.
Amazon Prime Video está disponible en todo el mundo, el servicio requiere una suscripción a Prime Video para poder acceder a este, aunque en países como los Estados Unidos, el Reino Unido y Alemania se puede acceder al servicio sin una suscripción a Prime, mientras que en Australia, Canadá, Francia, India, Turquía e Italia solo se puede acceder a través de un sitio web específico. Prime Video también ofrece un servicio adicional de contenido en forma de canales, llamado Amazon Channels o Prime Video Channels, el cual permite a los usuarios suscribirse a servicios de pago que incluyen la programación de canales de televisión dentro de Prime Video.
Lanzado el 7 de septiembre de 2006, como Amazon Unbox en los Estados Unidos, el servicio creció con una biblioteca en expansión y fue agregado a la membresía de Prime Video tras el desarrollo de la suscripción Prime. Tiempo después pasó a llamarse Amazon Instant Video on Demand. Luego de que Amazon adquiriera el servicio de streaming y DVD por correo británico LoveFilm en 2011, Prime Video se agregó a la suscripción Prime en el Reino Unido, Alemania y Austria en 2014, disponible con una suscripción mensual de 7,99 euros al mes, continuando con el plan de LoveFilm Instant. El servicio estuvo disponible anteriormente en Noruega, Dinamarca y Suecia en 2012, pero se suspendió en 2013. El 18 de abril de 2016, Amazon dividió Prime Video de Amazon Prime en los Estados Unidos. con una suscripción de 8,99 dólares al mes.
El 14 de diciembre de 2016, Prime Video se lanzó en todo el mundo (excepto en China continental, Cuba, Irán, Corea del Norte, Sudán y Siria) y expandió su alcance más allá de los Estados Unidos, el Reino Unido, Alemania, Austria y Japón. Entre los nuevos territorios, el servicio se incluyó con Prime toda la Unión Europea, Brasil, Canadá, India y Turquía, mientras que para todos los demás países, se puso a disposición por un precio promocional mensual de 2.99 dólares/euros al mes durante los primeros seis meses y 5.99 dólares/euros al mes a partir de entonces.

## Historia
El servicio debutó el 7 de septiembre de 2006 como Amazon Unbox en los Estados Unidos. El 4 de septiembre de 2008, el servicio pasó a llamarse Amazon Video on Demand. A partir de agosto de 2014, el servicio ya no está disponible para descargar videos instantáneos comprados. El 22 de febrero de 2011, el servicio cambió su nombre a Amazon Instant Video y agregó el acceso a 5000 películas y programas de televisión para los miembros de Amazon Prime. El 8 de febrero de 2012, Amazon firmó un acuerdo con Viacom para añadir programas de MTV, Nickelodeon, Comedy Central, TV Land, VH1, CMT, Spike, BET y Logo TV a Prime Instant Video. El 4 de septiembre de 2012, Amazon firmó un acuerdo con el canal de televisión por suscripción Epix para presentar películas en su servicio de streaming, en un movimiento para competir con Netflix. Además, en noviembre de 2013, Amazon estrenó las comedias Alpha House y Betas las cuales eran series exclusivas para Prime Instant Video. Amazon ofreció los primeros tres episodios de ambas series a la vez de forma gratuita, y cada episodio posterior se lanzó semanalmente a partir de entonces para los miembros de Prime.
En febrero de 2014, Amazon anunció que el servicio de streaming LoveFilm de su subsidiaria de Reino Unido se incorporaría al servicio Instant Video el 26 de febrero de 2014. En enero de 2015, Transparent se convirtió en el primer programa producido por Amazon Studios en ganar un premio importante y la primera serie de un servicio de streaming en ganar el Globo de Oro a la mejor serie - Comedia o musical.
En 2015, Amazon lanzó el Programa Streaming Partners (ahora conocido como Amazon Channels), una sección que permite ofrecer canales de terceros y otros servicios de streaming a los suscriptores de Amazon Prime a través de la plataforma Amazon Video. Estos servicios son independientes de la oferta de Amazon Video y deben comprarse por separado. El lanzamiento original en EE. UU. incluía servicios como Curiosity Stream, Lifetime Movie Club, Shudder, Showtime, Starz, entre otros. Posteriormente, el servicio agregó otros socios, como HBO, Cinemax, Discovery Channel, Fandor, Noggin, PBS Kids, Seeso, Toku y Boomerang.
El 30 de julio de 2015, Amazon anunció que había contratado a Jeremy Clarkson, Richard Hammond y James May para producir un programa de automovilismo sin título para Amazon Prime Video. que luego se llamaría The Grand Tour. Ni Jeff Bezos ni Amazon.com habían declarado cuánto se les pagaba a Clarkson, Hammond o May para producir el programa a través de su productora W. Chump & Sons, pero Jeff Bezos afirmó que el trato fue "muy caro, pero valió la pena". El presupuesto para el programa no se ha anunciado oficialmente, pero Andy Wilman, el ex productor ejecutivo de Top Gear declaró que cada episodio tendría un presupuesto de alrededor de 4,5 millones de libras, nueve veces más grande que el presupuesto de Top Gear. También en julio, Amazon anunció planes para expandir el servicio a la India.
En septiembre de 2015, la palabra "Instant" se eliminó de su título en los EE. UU. y pasó a llamarse simplemente Amazon Video.
Amazon anunció en noviembre de 2016 que planeaba transmitir The Grand Tour a nivel mundial, lo que generó especulaciones sobre si el servicio completo de Prime Video comenzaría un despliegue internacional más amplio para competir con Netflix. El 14 de diciembre de 2016, Prime Video se expandió a 200 países adicionales.
En enero de 2017, Amazon anunció Anime Strike, un servicio de Amazon Channels centrado en el anime. En mayo de 2017, Amazon Channels se expandió a Alemania y el Reino Unido; en el Reino Unido, la empresa llegó a acuerdos para ofrecer canales de Discovery Communications (incluyendo Eurosport), y contenido en vivo/bajo demanda de ITV.
El 5 de enero de 2018, Amazon anunció que Anime Strike y Heera (un segundo canal dedicado a películas y series de la India) se suspenderían como servicios separados, y que su contenido se fusionaría con la biblioteca principal de Prime Video sin cargo adicional.
El 17 de mayo de 2021, la empresa matriz Amazon entró en negociaciones para adquirir el estudio de Hollywood Metro-Goldwyn-Mayer (MGM). El 26 de mayo de 2021, se anunció oficialmente que adquirirían MGM por $8450 millones, sujeto a aprobaciones regulatorias y otras condiciones de cierre de rutina; con el estudio continuando operando como un sello junto a Amazon Studios y Amazon Prime Video. El acuerdo se cerró después de recibir todas las aprobaciones gubernamentales el 17 de marzo de 2022.
El 9 de febrero de 2022, Amazon firmó un acuerdo a largo plazo con los Estudios Shepperton para uso exclusivo de sus nuevas instalaciones de producción.
En enero de 2024, decidieron cortar las producciones originales tanto para el sudeste asiático como para Oriente Medio y el norte de África, mientras cambiaban a producciones europeas e incluso a licencias.Despidos similares tuvieron lugar en las divisiones de África Occidental y Sudáfrica unos meses después, en medio de una feroz competencia con Showmax.

## Suscripción a Prime Video
Las suscripciones a Prime Video están disponibles en más de 200 países y territorios mediante la suscripción válida a Prime Video o Amazon Prime. Las suscripciones proporcionan un acceso al servicio Twitch Prime sin coste adicional. Además se ofrece un periodo de prueba. Este servicio ofrece un descuento si el usuario es estudiante con una dirección de correo electrónico educativa, a un precio de 18 euros anuales (24,95 euros anuales a partir del 15 de septiembre de 2022), hasta que el estudiante finalice sus estudios o pasen cuatro años.
El 26 de diciembre de 2023, Amazon anunció el lanzamiento de un plan de suscripción pago con inserción de anuncios publicitarios, el cual tiene fecha de lanzamiento para 29 de enero de 2024 en los Estados Unidos. Los usuarios que no quieran ver anuncios pueden optar por un plan de suscripción más caro, pagando 2,99 dólares estadounidenses extras cada mes.

## Catálogo
Prime Video ofrece principalmente contenido original de Amazon Studios, pero también adquisiciones con licencia incluidas a la suscripción. La plataforma contiene un número reducido de películas y series comparada con servicios similares, especialmente fuera de los Estados Unidos.
Amazon.com llevaba un tiempo reservando la emisión de sus títulos originales para el estreno de Amazon Prime Video (anteriormente Amazon Instant Video), como por ejemplo Transparent o The Man in the High Castle. No obstante, el servicio también proporciona series y películas de otras empresas. Prime Video también recuperó los presentadores del programa sobre automovilismo Top Gear y los convirtió en los protagonistas de su propio programa de la misma temática: The Grand Tour La empresa también ha producido la serie Crisis en seis escenas dirigida por Woody Allen y protagonizada por Miley Cyrus, Elaine May y el propio Allen, que se lanzó al público en 2017 a pesar de haber sido destrozada por la crítica estadounidense. En enero de 2019 el servicio empezó a distribuir de manera exclusiva el anime Dororo, que adapta el manga Dororo de Osamu Tezuka el cual es producido por MAPPA y Tezuka Productions. En septiembre de 2019 se llegó a un acuerdo con The Walt Disney Company Latin America para que Prime Video transmitiera todas las películas y series de Marvel, Disney, Pixar y Star Wars en América Latina hasta octubre de 2020, las cuales fueron retiradas del catálogo por el lanzamiento de Disney+ en Latinoamérica. Además a lo largo del 2020 para la misma región llegaron a Prime Video algunas series hechas por Fox y AMC tales como: The Walking Dead, Prison Break, American Horror Story, Mad Men, Glee entre otras, (las cuales fueron trasladadas a Star+ desde su lanzamiento).
En julio de 2021, Amazon y Universal Pictures llegaron a un acuerdo de varios años para llevar las películas de Universal a Prime Video, así como a IMDb TV (pronto Amazon Freevee) en los Estados Unidos. Como parte del acuerdo, los títulos de la biblioteca de Universal, así como los futuros estrenos en cines, estarían disponibles en los servicios de streaming de Amazon después de su primera ventana de pago y cuatro meses después de sus lanzamientos en Peacock. El acuerdo hace que las principales franquicias como Fast & Furious, Jurassic Park y Bourne estén disponibles en Prime Video. Más recientemente, Prime Video había firmado un acuerdo con el estudio nigeriano Anthill Studios.
Amazon Studios posee los derechos globales de la adaptación televisiva de El Señor de los Anillos, la cual se transmite en Prime Video.
Desde 2021 hizo también un acuerdo con la cadena televisiva venezolana RCTV para la distribución de su contenido.

### Contenido deportivo
En noviembre de 2016, The Wall Street Journal informó que Amazon buscaba los derechos de transmisión de las ligas deportivas profesionales de los EE. UU. para diferenciar aún más el servicio.
En abril de 2017, Amazon comenzó a realizar adquisiciones de contenido relacionado con los deportes, primero adquiriendo los derechos nacionales no exclusivos para transmitir parte de los juegos del Thursday Night Football de la NFL durante la temporada 2017 para los suscriptores de Prime en un acuerdo de $50 millones de dólares estadounidenses, reemplazando un acuerdo anterior con Twitter.
En agosto, Amazon adquirió los derechos televisivos británicos del ATP World Tour a partir de 2019, reemplazando a Sky Sports. El acuerdo se extendió hasta 2023 y Prime Video mostró exclusivamente todos los eventos Masters 1000 y los torneos de las series 500 y 250. Amazon fue el proveedor externo de televisión por suscripción para las ATP Finals y, a partir de 2018, para los torneos de Queens Club y Eastbourne. La ATP anunció un acuerdo de dos años en septiembre para que Amazon transmita las Next Generation ATP Finals. En noviembre se anunció que Amazon había adquirido los derechos televisivos británicos del US Open por cinco años a partir de la edición de 2018 por £30 millones de euros. Eurosport, que poseía los derechos paneuropeos, extendió su contrato con el US Open pero excluyó al Reino Unido, lo cual fue irónico ya que Amazon había llegado a un acuerdo con la cadena para transmitir sus canales en Prime Video. La ATP también anunció que Amazon en los EE. UU. mostraría el canal de tenis, Tennis TV a partir de 2018.
En junio de 2018, se anunció que Amazon había obtenido los derechos en el Reino Unido para transmitir 20 partidos en vivo de la Premier League desde la temporada 2019-20 bajo un contrato de tres años. Esta sería la primera vez en la que la liga se transmitiría en vivo por un servicio de streaming de manera nacional, en lugar de emitirse exclusivamente por televisión. Desde entonces, el acuerdo se ha extendido por tres años más, hasta la temporada 2024-25.
El 11 de diciembre de 2019, Prime Video anunció que había adquirido los derechos de los partidos del martes por la noche de la UEFA Champions League en Alemania durante tres temporadas hasta 2024, comenzando con la temporada 2021-22.El 8 de diciembre de 2022 el acuerdo se amplió hasta la temporada 2026-27.
El 14 de octubre el Torneo de Roland Garros anunció la creación de 10 nuevas sesiones nocturnas. Amazon Prime Video retransmite estas sesiones en exclusiva para Francia.El acuerdo fue renovado hasta 2027.
El 18 de diciembre de 2020, Prime Video anunció que había adquirido los derechos para transmitir 16 partidos (incluyendo los partidos de los miércoles por la noches hasta las semifinales) de la UEFA Champions League en Italia, así como de la Supercopa de la UEFA hasta la temporada 2023-2024.El acuerdo fue ampliado hasta la temporada 2026-2027.
El 18 de marzo de 2021, Prime Video anunció que había renovado su contrato y sería la emisora exclusiva del Thursday Night Football entre las temporadas 2022 y 2033. Debido a que Prime Video es un servicio por suscripción, la NFL requeriría que Amazon distribuya los juegos a las estaciones de televisión en el mercado local de los equipos.
El 11 de junio, Amazon adquirió los derechos de transmisión del 80% de los partidos de la Ligue 1 en Francia (con Prime Video transmitiendo 302 partidos por temporada hasta 2024), junto con un programa de lo más destacado del domingo.
El 23 de junio de 2022, Amazon llegó a un acuerdo con Grupo Lauman para la transmisión de los canales básicos de Fox Sports México en su plataforma sin costo adicional.
El 17 de octubre, Prime Video llegó a un acuerdo de varios años para transmitir exclusivamente 87 partidos por temporada de la NBA a partir de la campaña 2022-23 en Brasil.
El 29 de noviembre de 2023, se confirmó que Amazon se había hecho con los derechos de emisión exclusivos en los Estados Unidos de 5 carreras por temporada de la NASCAR Cup Series a través de su plataforma de streaming a partir de la edición 2025 hasta la 2031.
El 17 de enero de 2024, se reveló que Amazon había llegado a un acuerdo multianual para emitir más de 50 partidos por temporada de la NBA en México mediante Prime Video a partir del 22 de enero de ese año (teniendo máximo dos juegos los lunes, partidos selectos en fines de semana y hasta 19 encuentros de playoffs).
El 9 de febrero, se anunció que la plataforma expandiría sus derechos de emisión nacionales de partidos de la NFL, agregando la transmisión exclusiva de un juego de la ronda de comodines a partir de la postemporada correspondiente a la edición 2024 de la liga.
El 24 de julio, la NBA dio a conocer sus nuevos derechos televisivos en Estados Unidos desde la temporada 2025-2026 hasta la 2035-2036, con Amazon siendo una de las nuevas emisoras, quien mediante Prime Video transmitiría en exclusiva 66 juegos de temporada regular, todos los partidos de la fase knockout de la NBA Cup, un tercio de los encuentros de las primeras dos rondas de los playoffs cada temporada y la serie de Finales de Conferencia que le corresponda en 6 de 11 años rotando con NBC Sports. El acuerdo también incluye la distribución del NBA League Pass así como la expansión de dicho paquete de derechos a nivel mundial, incluyendo países donde ya tenían acuerdos con la NBA como México y Brasil. Ese mismo día la WNBA reveló la renovación de sus derechos de transmisión con Amazon desde la temporada 2026 hasta la 2036 globalmente, con Prime Video teniendo disponible 30 partidos de temporada regular, una serie de la primera ronda de los playoffs cada temporada, así como a lo largo del acuerdo siete series de semifinales y tres finales.
El 30 de agosto, se hizo oficial que a partir de la jornada 6 del Torneo Apertura 2024 de la Primera División Mexicana, Prime Video transmitiría en exclusiva todos los partidos como local del Club Deportivo Guadalajara en México.
A finales de 2024, se confirmó que Amazon había adquirido en Brasil los derechos exclusivos de un partido por jornada del Campeonato Brasileño de Serie A para emitirlo en su servicio de streaming a partir de la edición 2025 hasta la 2029.

## Compatibilidad de dispositivos
Los siguientes dispositivos son compatibles con Prime Video incluyen reproductores de discos Blu-ray, tabletas, teléfonos inteligentes, Smart TVs, navegadores, computadoras, reproductores de medios digitales y consolas de videojuegos:
- Amazon Fire TV Stick.
- Chromecast.
- Televisión inteligente y algunos reproductores Blu-ray.
- Reproductor multimedia.
- Xbox.
- PlayStation.
- Fire Tablet.
- TizenOS
- Navegadores Web.
- iPhone y iPad.
- Teléfonos y Tabletas.
- Android.
- Roku.
- WebOS.
- Apple TV.
- Smart TV Samsung, LG, etcétera.